# Kambodžansko-laoška granica
Granica Kambodže i Laosa međunarodna je granica između Kambodže i Laosa. Granica je duga 555 km (345 mi) u duljinu i proteže se od tromeđe s Tajlandom na zapadu do tromeđe s Vijetnamom na istoku.

## Opis
Granica počinje na zapadu na tromeđi s Tajlandom na vrhu Preah Chambot u planinama Dângrêk. Granica zatim ide kopnom prema jugoistoku, dopirući do rijeke Tonle Repou i prateći je prema istoku do rijeke Mekong. Mekong je ovdje iznimno širok i tvori područje otoka Si Phan Don, s granicom duž južnog ruba ovog riječnog jezera, prije nego što ga napusti i nastavi kopnom prema sjeveru. Granica zatim skreće na istok, dolazi do rijeke Kong i prati je neko vrijeme, prije nego što nastavi prema istoku do tromeđe s Vijetnamom u gorju Annamite.

## Povijest
Od 1860-ih Francuska je počela uspostavljati prisutnost u regiji, u početku u modernoj Kambodži i Vijetnamu, a kolonija Francuska Indokina stvorena je 1887. Laos je u tom trenutku bio dio Kraljevstva Sijam (stari naziv za Tajland), međutim sva područja istočno od Mekonga pripojena su Francuskoj Indokini 1893. nakon francusko-sijamske krize. Godine 1905. južne laoške regije Stung Treng i Ratanakiri prebačene su u Kambodžu na temelju njihove povijesne pripadnosti kmerskom kraljevstvu, a malo područje pripalo je Vijetnamu. Smatra se da su francuske vlasti nakon toga koristile povijesnu granicu pokrajine Stung Treng kao granicu Kambodže i Laosa, iako kako je to u ovom trenutku bila samo unutarnja administrativna linija koja je prolazila kroz udaljeno područje, nije bilo hitne potrebe da se detaljno definira.
I Laos i Kambodža stekli su neovisnost 1954. i granica je postala granica između dviju suverenih država. Granično područje bilo je nestabilno tijekom većeg dijela 1950-ih i 1980-ih zbog raznih sukoba u Indokini. Postojale su i napetosti oko iredentističkih laoskih polaganja prava na Stung Treng, pri čemu je Kambodža vodila kampanju kmerizacije u regiji 1950-ih i 60-ih. Kao rezultat toga nije došlo do razgraničenja, a lao-kambodžanski odnosi ostali su hladni, pogoršavši se dodatno tijekom vladavine nacionalističko-komunističkih Crvenih Kmera u Kambodži od 1975. do 1979. godine. Godine 2000. dvije su zemlje najavile početak rada na razgraničenju. Iako je učinjeno mnogo posla, do kraja 2019. bilo je dijelova granice koji su još uvijek neoznačeni.

## Granični prijelazi
Trenutno postoji jedan službeni prijelaz, Nong Nok Khiene (Laos) - Tropaeng Kreal (Kambodža). Korupcija na ulazu za putnike koji ulaze u Laos iz Kambodže je uobičajena. Na primjer, službenici mogu zatražiti ulaznicu od 2 USD i odbiti vratiti putovnicu nakon provjere putovnice.

## Vanjske poveznice
|  | Zajednički poslužitelj ima još gradiva o temi Kambodžansko-laoška granica |